# Team HP-Sferis
Team HP-Sferis is een Poolse wielerploeg die deel uitmaakte van de UCI Europe Tour. Na het seizoen van 2011 maakte de ploeg de overstap van wegwielrennen naar het mountainbiken
De ploeg bestaat al sinds 1995 maar sinds die tijd is de ploeg wel enkele keren van naam veranderd. Tot 2002 was Mróz hoofdsponsor. In 2005 en 2006 waren IT-bedrijven Intel en Action de grote geldschieters, maar in 2007 veranderde de naam opnieuw, naar Action - Uniqa. In 2010 en 2011 heet de ploeg weer Mroz Active Jet.

## Ploegen per jaar
- Ploeg 2007